# Woldstedtius caccabatus
Woldstedtius caccabatus är en stekelart som först beskrevs av Dasch 1964.  Woldstedtius caccabatus ingår i släktet Woldstedtius och familjen brokparasitsteklar. Inga underarter finns listade i Catalogue of Life.